# Roches-Prémarie-Andillé
Roches-Prémarie-Andillé è un comune francese di 1.750 abitanti situato nel dipartimento della Vienne nella regione della Nuova Aquitania.

## Società

### Evoluzione demografica
Abitanti censiti